# Invertált evezés

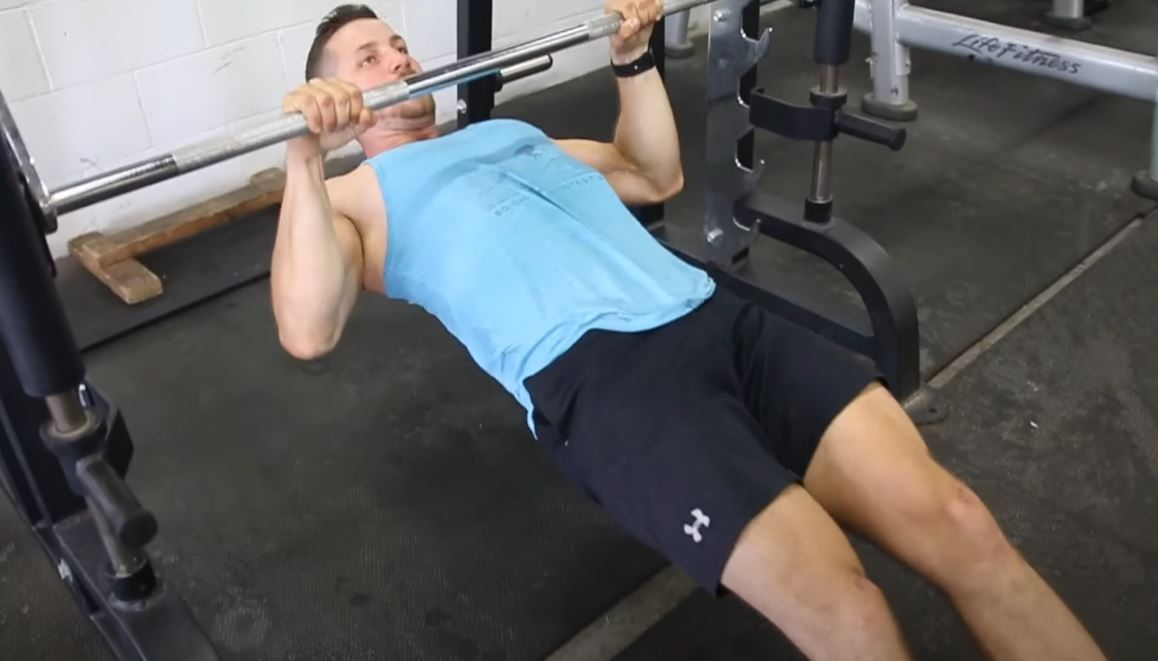
Invertált evezést végrehajtó férfi

Az invertált evezés olyan ellenállásos összetett gyakorlat, mely során a hagyományos evezéssel szemben nem a rudat, illetve a kézisúlyzót mozgatják a test felé, hanem a rúd rögzített és a testet kell a rúd felé mozgatni. Ez a gyakorlat jobban kíméli az ízületeket, mint a hagyományos evezés, és kíméli a derekat, miközben 60%-kal jobban aktiválja a széles hátizmot, a trapézizmot és a csípőfeszítő izmokat. Ezen kívül hatással van a lapocka körüli izmokra, a vállizom hátsó részére, másodlagosan hat a bicepszre, a hasizmokra, az alkart hajlító izmokra és a gerincmerevítő izmokra is.

## Kivitelezés
A Smith-erőkeretben a rudat olyan magasságba kell állítani, hogy kinyújtott karral éppen csak ne lehessen elérni. A rúd alá kell feküdni, a sarkokon támaszkodva, a rudat vállszélességnél valamivel szélesebben, felső fogással kell megmarkolni. A törzs végig egyenes, a mellkas enyhén domborodik, ebben a pozícióban kell felhúzni a testet addig, ameddig megérinti a rudat, majd néhány másodpercig tartani. Lassan kell leereszkedni.
Erőkeret hiányában két szék támlájára helyezett rúddal (például felmosónyéllel) otthon is végezhető gyakorlat.